# Matheus Pereira (calciatore 1996)
Matheus Pereira (Belo Horizonte, 5 maggio 1996) è un calciatore brasiliano, attaccante del Cruzeiro.

## Carriera

### Club
Viene prelevato giovanissimo dallo Sporting Lisbona a soli 14 anni. Il 18 gennaio 2014 esordisce con la squadra B dello Sporting.
Nella stagione 2015-2016 viene aggregato in prima squadra per volere dell'allenatore Jorge Jesus. Esordisce il 1º ottobre 2015 contro il Beşiktaş in Europa League. Segna il suo primo gol da professionista coi Leões contro il Vilafranquense in Taça de Portugal. La prima doppietta in Europa la realizza nella vittoria per 5-1 contro gli albanesi dello Skënderbeu.
L'8 agosto 2019 viene ceduto in prestito al West Bromwich. Dopo avere ottenuto la promozione in Premier League con i baggies viene riscattato. Durante la sua prima ed unica stagione in Premier League mette a referto 11 gol e 6 assist.
Il 6 agosto 2021 si trasferisce all'Al-Hilal.
Il 22 gennaio 2023 viene ceduto in prestito all'Al-Wahda fino al termine della stagione.

### Nazionale
L'11 ottobre 2024 viene convocato per la prima volta dal Brasile per sostituire l'infortunato Lucas Paquetá. Fa il suo esordio quattro giorni dopo nella sfida vinta per 4-0 contro il Perù.

## Palmarès

### Club

#### Competizioni nazionali
- Supercoppa di Portogallo: 1

Sporting Lisbona: 2015
- Supercoppa saudita: 1

Al-Hilal: 2021
- Campionato saudita: 1

Al-Hilal: 2021-2022
- Coppa del Re dei Campioni: 1

Al-Hilal: 2022-2023

#### Competizioni internazionali
- AFC Champions League: 1

Al-Hilal: 2021